# Omorgus nodosus
Omorgus nodosus là một loài bọ cánh cứng trong họ Trogidae.

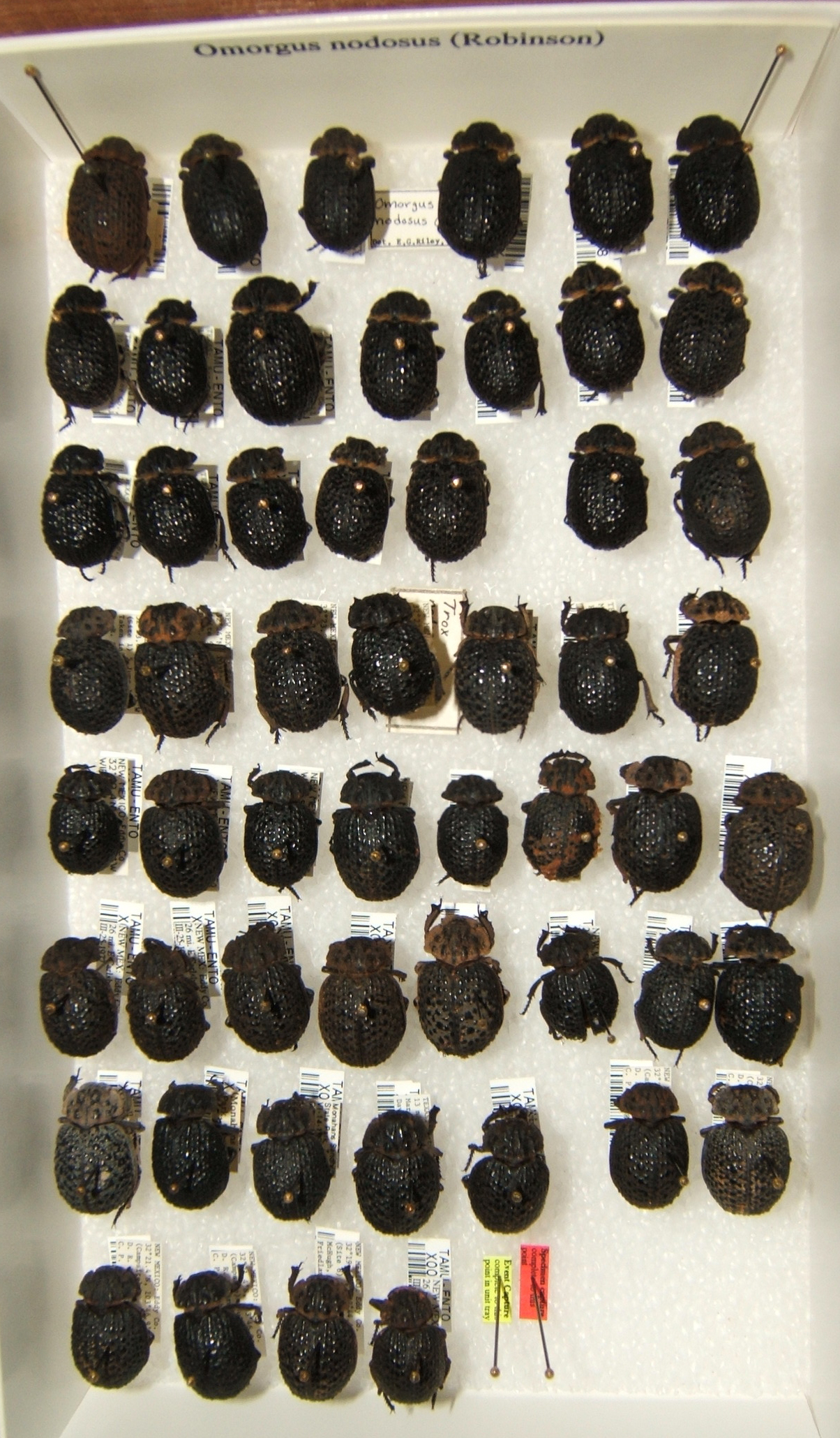
Omorgus nodosus variation